# 芒特克萊爾 (內布拉斯加州)
芒特克萊爾（英語：Mount Clare）是位於美國內布拉斯加州納科爾斯縣的非建制地區。

## 歷史
芒特克萊爾的郵局於1889年設立，其後於1945年停運。

## 地理
芒特克萊爾所處的海拔為高於海平面576米（即1890英呎），而該地所採用的時區為UTC-6，即北美中部时区（CST）。同時該地設有夏令時間，為UTC-6調快一小時，即UTC-5（CDT）。